# Hackney Diamonds
Hackney Diamonds è il ventiquattresimo album in studio secondo la discografia inglese, ventiseiesimo secondo la discografica statunitense, del gruppo musicale inglese The Rolling Stones, pubblicato il 20 ottobre 2023 dalla Polydor Records.
Prodotto da Andrew Watt, che suona diversi strumenti e affianca la coppia classica Jagger-Richards nella scrittura dei primi tre pezzi, l'album presenta collaborazioni con altri artisti tra cui Elton John, Lady Gaga, Paul McCartney, Stevie Wonder e l'ex bassista del gruppo Bill Wyman, ritiratosi nel 1993. È il primo album in studio della band dopo Blue & Lonesome (album di cover del 2016), il primo di inediti dai tempi di A Bigger Bang (2005) e il primo dopo la scomparsa del batterista Charlie Watts nel 2021, sebbene lo stesso abbia contribuito a selezionare i brani prima della sua morte e in due di essi abbia fatto in tempo a suonarvi: nel brano Live by the Sword vi partecipa con Bill Wyman, ricreando la formazione della band dal 1975 al 1993. I brani precedentemente pubblicati come singoli rispettivamente il 6 e il 28 settembre 2023 sono Angry, qui traccia n. 1, e Sweet Sounds of Heaven, qui traccia 11 nonché il pezzo con la partecipazione di Lady Gaga. Hackney Diamonds è stato ben accolto dalla critica con diverse recensioni positive.
È stato riconosciuto col Grammy Award al miglior album rock del 2025.

## Antefatti
L'ultimo album in studio dei Rolling Stones risaliva al 2016, Blue & Lonesome, un album di cover di brani blues: progetto partito come incisione di nuovo materiale originale prodotto da Don Was ma cambiato in corsa. Alcuni fattori identificati dal chitarrista Keith Richards per l'accantonamento del progetto, inclusero la mancanza di entusiasmo di Mick Jagger circa il nuovo materiale e il fatto di essere stato costretto a modificare il proprio modo di suonare a causa dell'artrite. L'ultimo album di nuove canzoni della band era stato A Bigger Bang nel 2005, anche se continuarono a pubblicare brani singoli, come Doom and Gloom e One More Shot per la compilation GRRR! del 2012 e il singolo Living in a Ghost Town nel 2020. Per anni, il gruppo andò in tour, ma si riunivano in studio solo per provare le canzoni da suonare in tournée, mai per incidere nuovo materiale. Sessioni di registrazione per un nuovo album si ebbero anche nel 2020, ma furono interrotte a causa della pandemia del COVID-19. Nel 2021 furono completate varie canzoni, ma la band aveva problemi a lavorare in studio. Jagger era frustrato dalla lentezza dei processi produttivi di registrazione e propose a Richards di rimandare il tutto alla fine dell'agosto 2022, scegliendo come data di pubblicazione del nuovo album il 14 febbraio 2023. Richards citò la morte del batterista Charlie Watts nel 2021 come seria motivazione per la band di portare a termine il progetto.
Alla metà del 2022, Paul McCartney suggerì al chitarrista Ronnie Wood il nome del produttore discografico Andrew Watt per lavorare al nuovo album e Jagger accettò il consiglio, apprezzando l'approccio di Watt. La band invitò Watt a vederli suonare negli Electric Lady Studios alla fine del 2022 e lui cominciò la produzione dell'album presso gli Henson Recording Studios di Los Angeles a novembre di quell'anno. Ulteriori sessioni di fine 2022 e inizio 2023 con Watt inclusero la presenza di McCartney al basso in due nuove canzoni dei Rolling Stones. In tutto, le incisioni principali occuparono un mese di tempo, seguito da altre due settimane per sovraincisioni varie, e il cantato di Jagger registrato separatamente. Nel giugno 2023, l'ex bassista Bill Wyman annunciò di aver inciso con la band per la prima volta in 30 anni. Alle sessioni parteciparono come ospiti anche Stevie Wonder, Lady Gaga ed Elton John. L'album include le ultime sessioni del 2019 alle quali prese parte Watts ed è il primo disco della band con il batterista Steve Jordan. Le sessioni di registrazione finali per l'album cominciarono nel dicembre 2022, con un totale di 23 tracce terminate nel gennaio 2023 e mixate tra febbraio e marzo.
La sera stessa del giorno della pubblicazione dell'album, i Rolling Stones si sono esibiti a sorpresa a New York per un breve concerto. Tra i sette brani suonati, quattro erano nuove uscite dell'album: Angry, Bite My Head Off, Whole Wide World e Sweet Sounds of Heaven.

## Titolo
Il titolo dell'album è uno slang londinese per indicare i vetri rotti di una finestra dopo che dei ladri si sono introdotti in una casa. Hackney è una zona di Londra con un alto tasso di criminalità.

## Tracce
Testi e musiche di Mick Jagger e Keith Richards eccetto dove indicato.
1. Angry – 3:46 (Jagger, Richards, Andrew Watt)
2. Get Close (feat. Elton John) – 4:10 (Jagger, Richards, Watt)
3. Depending On You – 4:03 (Jagger, Richards, Watt)
4. Bite My Head Off (feat. Paul McCartney) – 3:31
5. Whole Wide World – 3:58
6. Dreamy Skies – 4:38
7. Mess It Up – 4:03
8. Live by the Sword (feat. Bill Wyman, Elton John) – 3:59
9. Driving Me Too Hard – 3:16
10. Tell Me Straight – 2:56
11. Sweet Sounds of Heaven (feat. Lady Gaga, Stevie Wonder) – 7:22
12. Rolling Stone Blues – 2:41 (Muddy Waters)

## Formazione
The Rolling Stones
- Mick Jagger – voce e armonie vocali, chitarra, armonica, percussioni
- Keith Richards – chitarre, armonie vocali, voce solista in Tell Me Straight
- Ronnie Wood – chitarre, chitarra acustica
- Charlie Watts – batteria in Mess It Up, Live By The Sword
- Bill Wyman - basso elettrico in Live By The Sword

Altri Musicisti
- Paul McCartney - basso elettrico in Bite My Head Off
- Elton John - pianoforte in Get Close, Live By The Sword
- Stevie Wonder - pianoforte e Fender Rhodes in Sweet Sounds of Heaven
- Lady Gaga - voce in Sweet Sounds of Heaven
- Darryl Jones - basso elettrico
- Steve Jordan - batteria
- Matt Clifford - tastiere

Altri
- Paulina Almira - direzione artistica
- Matt Colton - mastering
- Șerban Ghenea - mixing
- Paul Lamalfa - mixing
- Don Was - produzione
- Andrew Watt - mixing e produzione

## Accoglienza
| Recensione          | Giudizio |
| ------------------- | -------- |
| Allmusic            | [ 14 ]   |
| The Daily Telegraph |          |
| Evening Standard    |          |
| Financial Times     |          |
| The Independent     | [ 15 ]   |
| Irish Times         |          |
| Louder Sound        |          |
| Ondarock            | 6,5/10   |
| Pitchfork           | 4,5/10   |
| Rockol              | 8/10     |
| The Scotsman        |          |
| The Times           |          |

Ian Fortnam di Classic Rock assegnò all'album un voto di 4.5 su 5, scrivendo: "[La band] non ha pubblicato un album così quintessenzialmente stonesiano in 40 anni... [questo] lascia sempre e solo l'ascoltatore con la voglia di sentirne ancora". Neil McCormick di The Daily Telegraph diede al disco 5 stellette su 5, definendolo "un classico del rock moderno rauco e sporco" e scrivendo che il gruppo era in forma come negli anni settanta. Alexis Petridis di The Guardian assegnò 4 stelle su 5 e diede merito a Andrew Watt scrivendo che la musica "suggerisce la presenza di qualcuno che sa come produrre successi contemporanei, e come ci sia una leggera lucentezza moderna nella produzione che impedisce che sembri una ricreazione determinata del passato degli Stones". Mark Beaumont di The Independent giudicò Hackney Diamonds con un voto di 4 su 5, ritenendo che i chitarristi della band suonino giovani e vitali, e la combinazione di guest star di musicisti pop faccia sì che questa pubblicazione abbia "un senso di chiusura di carriera".
Will Hodgkinson di The Times notò come il sound di Hackney Diamonds "sia come un riassunto di tutti i fattori che resero grandi gli Stones" e lo definì "senza dubbio uno dei migliori album degli Stones sin da Some Girls del 1978". Stephen Thomas Erlewine di AllMusic diede al disco 3.5 stellette su 5, scrivendo "in sostanza, non è altro che i Rolling Stones che suonano alcune buone canzoni dei Rolling Stones, il che sembra un piccolo miracolo dopo un'attesa così lunga".
Tra le rare recensioni negative, Grayson Haver Currin di Pitchfork, assegnò all'album un voto di 4.5 su 10, scrivendo: "Questi titani dell'industria si agitano mentre cercano di rappresentare la loro immagine piuttosto che la loro età" [...] "alcune tracce suonano... come gli Eagles che cercano di essere insipidi" o "come musica per inserzioni pubblicitarie, con canzoni destinate ad essere vendute per vendere qualcos'altro". David Browne di Rolling Stone definì l'album "degno di molteplici ascolti" e lodò la batteria di Steve Jordan. Francesco Prisco su Il Sole 24 Ore diede una recensione negativa dell'album, definendo Hackney Diamonds "un disco deboluccio", "pieno di pezzi riempitivo, roba tanto per fare".
La rivista musicale Spin pubblicò una classifica riepilogativa degli album in studio degli Stones, piazzando Hackney Diamonds alla posizione numero 17 su 24. Il giorno della sua pubblicazione, Steven Hyden di Uproxx paragonò l'album a diversi altri tardi lavori della band, come Dirty Work (1986) e Steel Wheels (1989).

## Classifiche

### Classifiche settimanali
| Classifica (2023) | Posizione massima |
| ----------------- | ----------------- |
| Argentina         | 1                 |
| Australia         | 1                 |
| Austria           | 1                 |
| Belgio (Fiandre)  | 1                 |
| Belgio (Vallonia) | 1                 |
| Canada            | 8                 |
| Croazia           | 1                 |
| Danimarca         | 1                 |
| Finlandia         | 3                 |
| Francia           | 1                 |
| Germania          | 1                 |
| Giappone          | 5                 |
| Grecia            | 1                 |
| Irlanda           | 1                 |
| Islanda           | 1                 |
| Italia            | 2                 |
| Lituania          | 68                |
| Norvegia          | 1                 |
| Nuova Zelanda     | 1                 |
| Paesi Bassi       | 1                 |
| Polonia           | 3                 |
| Portogallo        | 1                 |
| Regno Unito       | 1                 |
| Repubblica Ceca   | 2                 |
| Spagna            | 2                 |
| Stati Uniti       | 3                 |
| Svezia            | 1                 |
| Svizzera          | 1                 |
| Ungheria          | 8                 |

### Classifiche di fine anno
| Classifica (2023) | Posizione |
| ----------------- | --------- |
| Paesi Bassi       | 1         |
| Portogallo        | 7         |
| Repubblica Ceca   | 7         |
| Spagna            | 51        |
| Classifica (2024) | Posizione |
| Croazia           | 29        |